# Chrysoritis lycegenes
Chrysoritis lycegenes is een vlinder uit de familie van de Lycaenidae. De wetenschappelijke naam van de soort is voor het eerst gepubliceerd in 1874 door Roland Trimen.

## Verspreiding
De soort komt voor in Zuid-Afrika (Mpumalanga, Vrijstaat, KwaZoeloe-Natal).

## Levensloop
De rups leeft op Chrysanthemoides monilifera (Asteraceae), Diospyros austro-africana, Diospyros lycioides (Ebenaceae), Myrsine africana (Myrsinaceae) en Rhus (Anacardiaceae). De rups wordt bezocht door de mier Crematogaster peringueyi. De soort kent twee generaties. De eerste generatie vliegt vanaf eind september en de tweede vanaf eind december.